# Jacob Davis (Schneider)

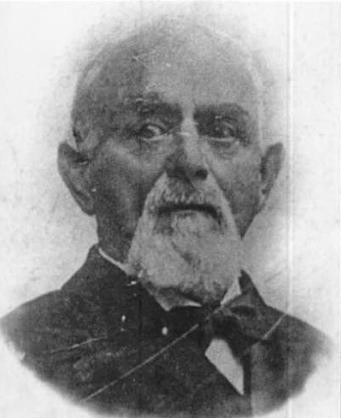
Jacob Davis, vor 1908

Jacob Davis, geboren als Jacob Youphes, lettisch Jākobs Jufess (* 14. Mai 1834 in Riga, Russisches Kaiserreich; † 20. Januar 1908 in San Francisco), war ein lettisch-amerikanischer Schneider und der Erfinder der Jeans.

## Leben
Jacob Davis wurde 1834 in eine jüdische Familie in Riga (damals zum Russischen Kaiserreich gehörend) geboren. Er erlernte das Schneiderhandwerk und emigrierte 1854 in die Gegend von San Francisco. Dort reiste er umher, um seinen Broterwerb zu sichern. Im Jahr 1870 ließ er sich in Reno nieder, wo er als Schneider arbeitete. Außerdem fertigte er Accessoires für Cowboys an, z. B. Zelte und Pferdedecken. Das Material dafür nannte sich duck, eine schweres Baumwollgewebe, die durch kupferne Niete verstärkt wurde.
Man bat ihn, eine billige, robuste Hose für einen rundlichen Herrn zu machen, der immer wieder aus seiner Hose platzte. Diese Hose wurde letztlich auf dieselbe Weise durch Niete verstärkt. Im Jahr 1871 war dies sein Standardverfahren, um Hosen zu verstärken, das schnell von der Konkurrenz übernommen wurde. Jacob Davis nahm daraufhin Kontakt mit Levi Strauss auf, um ein Patent anzufragen, weil er die Kosten von 68 Dollar nicht selbst aufbringen konnte. Levi Strauss war sein Stofflieferant für Duck und Denim. Das Patent für die Jeans wurde 1873 erteilt. Levi Strauss ist damit im Gegensatz zu Jacob Davis berühmt geworden.
Auf Anfrage begann Jacob Davis für die Levi Strauss Company zu arbeiten, um die überseeische Produktion der Jeans zu koordinieren. Das tat er bis zu seinem Tod im Jahr 1908, demselben Jahr, in dem das Patent für die Jeans ablief.
Sein Enkel Ben Davis gründete 1935 die Hosenmarke Ben Davis.